# Clasia Vallis
La Clasia Vallis è una struttura geologica della superficie di Marte.